# Фантон де Веррайон Михайло Львович
Фантон де Веррайон Михайло Львович (1804—1887) — генерал-лейтенант, бессарабський військовий губернатор. Нащадок старовинного французького роду, що переселився в Росію під час Французької революції.

## Біографія
Після закінчення курсу в училищі колоновожатих, почав службу в 1821 в Свиті Його Величності по квартирмейстерській частині. Брав участь у російсько-турецькій війні 1828—1829 років, з 1829 року перебував при графі П. Д. Кисельові в Бухаресті, де одружився з дочкою волоського великого Ворника (міністра внутрішніх справ) Йордакі Філіпеску.
У 1830-х року здійснив відрядження на Кавказ, де брав участь в боях з горцями. У 1836 році отримав чин полковника.
У 1840-х роках служив в Санкт-Петербурзі, 5 лютого 1841 за сумлінну вислугу був нагороджений орденом св. Георгія 4-го ступеня.
У 1849 році отримав звання генерал-майора, потім був переведений до Оренбурга начальником штабу Окремого Оренбурзького корпусу, і на останній посаді неодноразово робив походи в Киргизький степ.
З відкриттям Кримської кампанії, був призначений виконуючим обов'язки начальника штабу Західної армії.
У 1858 отримав звання генерал-лейтенанта і, разом з полковником бароном Штакельбергом, по завершенні військових дій, брав участь в міжнародній комісії з розмежування частини Бессарабії. Потім перебував на посаді бессарабського військового губернатора, і в 1874 був відрахований в запас.

## Сім'я
Дочка Михайла Львовича — Софія Михайлівна (1837 р.н.), була одружена з дійсним статським радником Іваном Петровичем Патоном (1837—1911), від цього шлюбу у них було шестеро дітей, найбільш відомі з яких контр-адмірал Петро Іванович Паттон-Фантон де Веррайон (1866—1941) і контр-адмірал Микола Іванович Патон (1867 — після 1923).
Рідний старший брат Івана Петровича Патона, Оскар-Йоганн-Якоб (Оскар Петрович) Патон — є батьком академіка АН УРСР Євгена Оскаровича Патона.